# Lobor
Lobor falu és község Horvátországban Krapina-Zagorje megyében.

## Fekvése
Zlatartól 7 km-re északra az Ivaneci-hegység déli lábánál az azonos nevű patak partján fekszik. Közigazgatásilag Cebovec, Markušbrijeg, Petrova Gora, Šipki, Stari Golubovec, Velika Petrovagorska, Vinipotok, Vojnovec Loborski és Završje Loborsko települések tartoznak hozzá.

## Története
A Szűzanya tiszteletére szentelt temploma az Ivaneci-hegység lejtőjén emelkedő Gora nevű magaslaton áll. Már évszázadok óta  zarándokhely ez és a hely amelyen épült a régészeti leletek alapján már négyezer éve fontos őrhelye volt az itt élőknek, ahonnan az alatta egy szűk szorosban elhaladó utat ellenőrizték. A középső bronzkorból az álzsinegdíszes Litze-kerámia kultúrájához tartozó sírleletek kerültek itt elő. A plató északi oldalán késő bronzkorból származó házak nyomaira bukkantak és a hely lakott maradt a vaskorban is. Lehetséges hogy már ekkor védőfal is övezte a magaslatot. Lobor helyén  rómaiak idején is település állt, melynek bizonyságai azok a római sírok, melyek 1857-ben a mai iskola udvarán kerültek elő.
Valamikor az 5. században épülhetett az a nyolcszög alaprajzú keresztelőkápolna, mely egy keresztény bazilika része lehetett. Belsejében feltárták a hatszögletű keresztelőmedence maradványait. Az épület a 7. században semmisülhetett meg, amikor barbár népek, avarok és a mai horvátok ősei foglalták el ezt a területet. Az első fából épített egyhajós keresztény templom csak 800 körül épült fel itt. A feltárások szerint 12 méter hosszú és 6 méter széles volt és maradványai a mai templom harangtornyától délre húzódnak. Apszisában egy fiatal leány sírját tárták fel, aki feltehetően valamelyik birtokos család tagja volt. A templom körül valószínűleg az első megkeresztelkedett horvátok sírjait találták meg.
A 9. században egy nagyobb korai román stílusú háromhajós bazilika épült itt, melynek hosszúsága 24 méter, szélessége 12 méter volt. Ennek maradványai éppen a mai templom alatt húzódnak. A templom mészkő tömbökből épült, mindhárom hajója apszisban záródott. A hajókat két gazdagon díszített oszlopsor, előudvarát fal, szentélyét diadalív választotta el. Belsejében nagy számú díszes kőfaragvány volt, melyekből sok töredék máig fennmaradt. Harangtornya később, a 11. században épült. Ennek alapjait szintén feltárták. A templom körüli temető az egész plató területére kiterjedt. Sírjai között sok gazdag emberé volt, amely arról beszél hogy a település lakói között sok nemes ember volt. Az egész területet védőfal övezte. A bazilika a 12. vagy a 13. században tűzvész áldozata lett. Helyére egy kisebb késő román – kora gótikus templomot emeltek, mely ismeretlen körülmények között pusztult el. Ennek alapjain épült a 14. században a mai nagyméretű egyhajós gótikus templom, melyet belül a máig is fennmaradt freskók díszítettek. A templom kívülről is festve volt, ebből azonban mára csak egy a déli oldalon levő Szent Kristóf ábrázolás maradt fenn. A templom első írásos említése 1639-ben az egyházi vizitáció jegyzőkönyvében található. A 18. században barokk stílusban építették át, ekkor újult meg homlokzata és belseje is. Fennmaradt viszont a Szűzanya gótikus szobra.
Lobor várát valószínűleg Orbán fia Pocina építtette a 13. században. Először 1257-ben „Castrum Lobor” néven Mária királyné adománylevelében említik. A 14. században a zagorai ispánság tartozéka, majd 1399-től a Cilleieké, Vitovec Jánosé, Corvin Jánosé, később 1525-től a Keglevicheké. A hagyomány szerint a török hét évig ostromolta, mégsem tudta bevenni. A vár a 16. század végén vagy a 17. század elején pusztult el, ma csak romjai láthatók. Helyette a Keglevichek a 17. században barokk kastélyt építettek, mely a 19. század végén nyerte el végső formáját. A család 1905-ben adta el a kastélyt, melynek állaga ezután folyamatosan romlott. A második világháború után államosították és szociális otthon lett belőle.
Magát Lobort 1244-ben említik először. Plébániatemplomát 1334-ben a zágrábi káptalan statútuma említi először. Ez a templom nem a mai plébániatemplom helyén, hanem a mögötte emelkedő dombon állt. 1805-ben rossz állapota miatt lebontották és felépítették a mai plébániatemplomot. A település a trianoni békeszerződésig Varasd vármegye Zlatari járásához tartozott. Ma Lobornak 546, a községnek a hozzá tartozó falvakkal együtt 3700 lakosa van.

## Nevezetességei
- Lobor várának romjai (13. század), melyet a köznyelv Pusztalobornak (Pusti Lobor) nevez a település feletti 520 méter magas hegyen állnak. A vár a 16. század végén vagy a 17. század elején pusztult el.
- A település központjában az azonos nevű téren álló Szent Anna plébánia templomot[2] 1334-ben említik először. 1805-ben Ivan Babić akkori plébános kezdte meg a régi, rossz állagú templom lebontásával az új építését, mely a 19. század végére nyerte el mai formáját. Főoltárát 1886-ban Jakov Bizjak készítette, központjában a gyermek Szűz Máriát oktató Szent Joachim és Szent Anna ábrázolásával.
- A 17. századi eredetű Keglevich-kastély[3] kétemeletes kora barokk épület. Ez volt a család birtokainak központja. 1905-ben Schlenger Móric kereskedőnek adták el, majd 1935-ben dr Janko Pajas vásárolta meg aki felújíttatta és szociális intézményt alapított itt.  Végül a II. világháború után állami tulajdonba került. Ma szociális otthon működik benne. Legértékesebb része a keleti szárnyban található Szentháromság tiszteletére szentelt kastélykápolna. Falain mitológiai jeleneteket ábrázoló falfestmények láthatók.
- A Szűzanya tiszteletére szentelt 14. századi templom[4] az Ivaneci-hegység lejtőjén emelkedő Gora nevű magaslaton áll. A hagyomány építését a fehér barátoknak, vagyis a templomos lovagoknak tulajdonítja. Már évszázadok óta  zarándokhely. A templomot a 18. században barokk stílusban építették át, ekkor újult meg homlokzata és belseje is. Oltára a 17. század végén készült kora barokk stílusban. Az oltáron a szentségtartó feletti mélyedésben van elhelyezve a gyermekét tartó Szűzanya gótikus szobra. Mellette oszlopok között Szent György, Szent Lőrinc, illetve az oszlopokon kívül Szent Borbála és Szent Katalin szobrai állnak. A felettük levő mélyedésben Mária koronázásának ábrázolása, mellette szent Péter és Pál apostolok szobrai láthatók. Az oltár felül egy feszületben végződik mely alatt Szűz Mária és Szent János apostol állnak. Az oltár melletti falat a 15. században készített gótikus freskók díszítik. A templom is nevezetes, hogy 1946-ban innen került elő az egyik legrégibb horvát nyelvemlék az 1076-ból származó  „SUMME” feliratú, fonattal díszített kőtöredék, az egykori Horvát Királyság kiterjedésének legészakabbról előkerült írásos nyoma. A lelet egy része ma a szószék felett látható befalazva, másik részét a zágrábi régészeti múzeumban őrzik. A templom körül már a 11. században temető volt, melyet belülre nyitott árkádsoros fal határol. A temető 1861-ig volt használatban. Az épületegyüttes szép természeti környezetben áll, ahonnan  nagyszerű kilátás nyílik a környező hegyekre.
- Területén a településtől északkeletre 706 méter magas hegyen állnak Osterc várának romjai.[5] A vár 1338-ban a Kőszegieké, majd 1339-től királyi vár a zagorai ispánság tartozéka. Ezután 1456-ig a Cilleieké, majd Vitovec Jánosé, Corvin Jánosé, a Pekry, a Bradacs, a Kastellanovics, a Bojnicsics, a Kerecsényi, végül a Keglevich családé. Pusztalobor várához hasonlóan a Keglevich-kastély felépítése után hagyták a sorsára, azóta pusztul.
- A Szűz Mária templomhoz vezető út mentén elterülő parkban emelkedő kis dombon, a Rieka-patak mellett található a Szent Antal tiszteletére szentelt fogadalmi kápolna,[6] melyet 1703-ban Keglevich Péter építtetett. Egy oltár található benne, melyet Páduai Szent Antal tiszteletére szenteltek.

## Híres emberek
Loborban született a neves horvát író és költő Franjo Horvat Kiš (1886.-1924.) Az ő nevét viseli ma a település 160 éves alapiskolája.